# Jour des récompenses
Pour les articles homonymes, voir Récompense.
5 fructidor 5 vendémiaire
Le quintidi 5e jour complémentaire, officiellement dénommé jour des récompenses, est le 365e jour de l'année du calendrier républicain, soit le dernier en dehors des années sextiles (III, VII et XI) qui en ont un sixième, le jour de la Révolution.
C'était généralement le 21e jour du mois de septembre dans le calendrier grégorien.